# Josep Claresvalls
Josep de Claresvalls (Horta de Sant Joan, 1586 - agost 1651) va ser Bisbe d'Urgell i rector de la Universitat de l'Estudi General entre 1626 i 1628 conegut per haver estat espia al Vaticà del comte d'Oñate, ambaixador espanyol a Roma.

## Biografia
Josep de Claresvalls feu una llarga carrera eclesiàstica amb l'ajut del seu oncle Joan Sentís i Sunyer, bisbe de Barcelona: ardiaca, prior de santa Anna, jutge del breu, vicari general i bisbe. Amb ell va promoure la segregació de Xerta del bisbat de Tortosa.
A la dècada de 1630 dugué una intensa activitat com a diplomàtic de la Generalitat de Catalunya.
Serví a la corona fent d'administració d'hospitals de ferits de Guerra. Contrari al moviment secessionista català, fou empresonat i més endavant convidat a no residir en terra de l'enemic, motiu pel qual marxà cap a Itàlia.
L'any 1642, en agraïment al seu felipisme, obtingué el bisbat d'Urgell, càrrec que no ocupà per trobar-se fora de Catalunya. Més endavant, el papa li concedí l'arxidiaconat de Tortosa, càrrec al qual renuncià. Exercí de recaptador d'informació (espia) pel papat.
Fou rector de la Universitat de l'Estudi General entre 1626 i 1628.
Va morir el mes d'agost de 1651.